# Cyrto-hypnum rubiginosum
Cyrto-hypnum rubiginosum là một loài Rêu trong họ Thuidiaceae. Loài này được (Besch.) W.R. Buck & H.A. Crum mô tả khoa học đầu tiên năm 1990.